# Pet flamme
Le « pet flamme » (en anglais : Fart lighting) est la pratique d'enflammer un pet (les gaz produits par les intestins d'un être humain). La combinaison du méthane du pet et de l'oxygène de l'air extérieur rend le mélange inflammable, produisant généralement une flamme d'une teinte bleue.
Bien que dangereux, le pet flamme est souvent pratiqué dans un but humoristique. Dans la culture populaire, il est notamment fait par le personnage de Lloyd Christmas (Jim Carrey) dans le film Dumb and Dumber, et il est présent dans Combustion spontanée, 2e épisode de la saison 3 de South Park. Cette pratique est également connue sous les noms de « Fire prout », « Burning Fart » ou « Pet flambé ».
Le jeu du pet flambé est un jeu dangereux, pouvant entraîner des brûlures plus ou moins graves en cas de retour de flamme à l'allumage.